# Gasprom-OGU Orenburg
Gasprom-OGU Orenburg (russisch Газпром-ОГУ Оренбург) ist ein russischer Eishockeyklub aus Orenburg. Die Mannschaft spielt seit 2010 in der Molodjoschnaja Chokkeinaja Liga. 

## Geschichte
Der Vereine spielte zunächst in den ersten fünf Jahren nach seiner Gründung in der vierten russischen Spielklasse, anschließend von 2003 bis 2007 in der Perwaja Liga und schließlich von 2007 bis 2010 in der zweithöchsten Spielklasse, der Wysschaja Liga. Im Zuge der Ligenreform musste die Herrenmannschaft des Vereins aus der Wysschaja Liga absteigen und wurde anschließend aufgelöst.
Seit 2010 nimmt eine Nachwuchsmannschaft des Vereins unter dem Namen Belyje Tigry Orenburg am Spielbetrieb der ein Jahr zuvor gegründeten Nachwuchsliga Molodjoschnaja Chokkeinaja Liga teil.

## Bekannte Spieler
- Maxim Bez (2008–2009)
- Juri Panow (2008–2009)
- Wadim Schelobnjuk (2008–2009)